# Šárka Razýmová
Šárka Razýmová (rozená Sudová, * 23. ledna 1986, Jablonec nad Nisou) je česká novinářka a spisovatelka, bývalá česká akrobatická lyžařka, mladší sestra české akrobatické lyžařky Nikoly Sudové. Závodila v jízdě v boulích za lyžařský oddíl TJ Dukla Liberec, jejím trenérem byl Radek Herot. Zúčastnila se zimních olympiád v Turíně 2006 a ve Vancouveru 2010. Sportovní kariéru ukončila na jaře 2011, od roku 2012 působí jako sportovní redaktorka Českého rozhlasu.

## Výsledky
| 2005 | Mistrovství světa – paralelní boule | 17. místo |
| 2005 | Mistrovství světa – boule           | 27. místo |
| 2006 | Zimní olympijské hry – boule        | 26. místo |
| 2007 | Mistrovství světa – paralelní boule | 17. místo |
| 2007 | Mistrovství světa – boule           | 18. místo |
| 2009 | Mistrovství světa – paralelní boule | 21. místo |
| 2009 | Mistrovství světa – boule           | 20. místo |
| 2010 | Zimní olympijské hry – boule        | 25. místo |

## Osobní
Partnerem Šárky Sudové je český reprezentant v běhu na lyžích Aleš Razým. V létě 2019 se za něj provdala, mají spolu děti Kryštofa a Theu–Ninu.